# 林海 (作曲家)
林海（1969年1月5日—），福建晉江人，中国新世纪音乐作曲家。

## 经历
林海从小就喜爱音乐，在他4岁时开始学习钢琴，6岁时候即开始创作自己的曲目，一年后登台演出，并受关注。9岁时就读于中央音乐学院与上海音乐学院附属小学。在1988年在中央音乐学院就读，1989年参加美国范．克莱本（VAN CLIBURN）国际钢琴大赛，并进入前十名。1992年获得中央音乐学院本科学士学位，与台湾音乐人范宗沛成立MUSIC GATE 音乐工作室，之后在台湾风潮音乐唱片公司发展。
林海先后出了十数张个人专辑，并给大量的电视剧、电影做原声音乐，如《大明宫词》、《一个陌生女人的来信》、《陳情令》等，获得乐迷的喜爱以及专业人士的赞扬。

## 主要专辑
- 钢琴专辑《城南旧事》1995
- 钢琴专辑《日月西东》 1996
- 音乐专辑《笑弯了一根扁担》 1996
- 音乐专辑《女窥》1997
- 钢琴专辑《猫》 2000
- 钢琴专辑《月光边境》 2001
- 扬琴专辑《蝶舞》2001
- 音乐专辑（林海范宗沛作品集）《故事》 2001
- 钢琴专辑《流动的城市》2002
- 琵琶专辑《琵琶相》2003
- 钢琴专辑《远方的寂静》2004
- 钢琴专辑《爱情风华》2004

## 影视配乐
- 电视剧《大明宫词》
- 电视剧《冬至》
- 电视剧《就那么回事儿》
- 电视剧《买办之家》
- 电视剧《人人都说我爱你》
- 电视电影《双重现场》
- 电视剧《蟋蟀大师》
- 电视电影《禧娃》
- 电视剧《隐姓埋名》
- 电视电影《战情》
- 电影《高天厚土》
- 电影《来了》
- 电影《生死速递》（与台湾合作）
- 电视剧《我的特务生涯》
- 电影《西施眼》
- 大型纪录片《中国博物馆》（合作）
- 电视剧《书剑情侠柳三变》（合作）
- 电影《自娱自乐》
- 电影《一个陌生女人的来信》（与日本合作）
- 系列电视电影《绝对隐私》之《兄弟》《陈越的婚纱》《赵军的秘密》《忏悔》
- 电影《向日葵》
- 电视剧《生存之民工》
- 电影《乒乓小子》（与台湾合作）
- 电影短片《玩偶》
- 2008奥运会吉祥物动画片配乐
- 电影《十全九美》
- 曾丽珍导演：电视剧《凤穿牡丹》
- 姚树华导演：电影《白银帝国》（合作）
- 李欣导演：电影《对岸的战争》
- 谢铜导演：电视剧《家遇房小》
- 赵宝刚导演：电视剧《我的青春谁做主》
- 王岳伦导演：电影《熊猫大侠》
- 李平导演：电视剧《黛玉传》
- 李芳芳导演：电影《80后》
- 蔡晶盛导演：电视剧《女娲传说之灵珠》
- 黄建勋 何莉萍导演：电视剧《后宫》（《好女春华》）
- 徐惠康 刘逢声导演：电视剧《深宫谍影》
- 吴锦源导演：电视剧《搜神记》
- 陈家林导演：电视剧《瀛寰之志》
- 蔡晶盛导演：电视剧《万水千山风雨情》
- 赖水清导演：电视剧《咏春传奇》
- 张孝正导演：电视剧《唐宫燕之女人天下》
- 赖水清导演：电视剧《天龙八部》
- 曾丽珍导演：电视剧《金玉良缘》
- 李小亭导演：电视剧《杀狼花2》
- 电视剧《陈情令》

## 唱片专辑部分（不含拼盘）
- 风潮唱片心灵音乐诗系列音乐专辑：

《清香落》 《含笑》 《去做人间雨》 《素颜鸽》 《花舞》
《樱花雨》 《七星海》――作曲 编曲（改编）制作
- MusicGate 制作 风潮唱片国际发行 1994-1999

个人钢琴专辑《城南旧事》――作曲 编曲 演奏
- RioMusic 制作 BMG国际发行 1995

个人钢琴专辑《日月西东》――作曲 编曲 演奏
- RioMusic 制作 BMG国际发行 1996

音乐专辑《笑弯了一根扁担》――作曲 编曲（改编）制作
- MusicGate 制作 风潮唱片国际发行 1996

音乐专辑《女窥》――作曲 编曲（改编）制作
- MusicGate 制作 风潮唱片国际发行 1997

电视剧原声专辑《太平公主》――作曲 编曲 制作
- EmotionMusic 制作 台湾超级电视台本省发行 1999

个人钢琴专辑《猫》――作曲 编曲 演奏 制作
- EmotionMusic 制作 风潮唱片国际发行 2000

个人钢琴专辑《月光边境》――作曲 编曲 演奏 制作
- EmotionMusic 制作 风潮唱片国际发行 2001

个人音乐专辑(扬琴)《蝶舞》――作曲 编曲 制作
- EmotionMusic 制作 风潮唱片国际发行 2001

音乐专辑（林海范宗沛作品集）《故事》――作曲 编曲 演奏 制作
- EmotionMusic 制作 风潮唱片国际发行 2001

个人钢琴专辑《流动的城市》――作曲 编曲 演奏 制作
- EmotionMusic 制作 风潮唱片国际发行 2002

个人音乐专辑（琵琶）《琵琶相》――作曲 编曲 制作
- EmotionMusic 制作 风潮唱片国际发行 2003

个人钢琴专辑《远方的寂静》――作曲 编曲 演奏 制作
- EmotionMusic 制作 风潮唱片国际发行 2003

个人钢琴专辑《爱情风华》――作曲 编曲 演奏 制作
- EmotionMusic 制作 风潮唱片国际发行 2004

古诗词专辑《关雎》――作曲 编曲 制作
- EmotionMusic 制作 2006个人发行

影视配乐专辑《大明宫词》――作曲 编曲 制作
- EmotionMusic 制作 2011林海-听觉新音乐工作室发行
- 影视配乐专辑《我的青春谁做主》――作曲 编曲 制作
- 个人钢琴专辑《林海钢琴音乐》――作曲 编曲 演奏 制作
- EmotionMusic 制作 日本Della公司发行 2012
- 影视配乐专辑《林海影视配乐精选》――作曲 编曲 制作
- EmotionMusic 制作 2013林海-听觉新音乐工作室发行
- 参与制作的音乐专辑：《夜的节目单》《恋恋温泉》《海洋之歌》《陶笛奇遇记》《夕阳山外山》《最近的天堂》《青蛙四季唱游》《蔡志忠与庄子的音乐随想》《爱情38°C》《海洋嬉游记》《星光》

## 为他人创作
- 哈辉： 古诗词专辑【关雎】作曲 编曲 制作
- 群星： 大型公益歌曲：【爱心互联】作曲 编曲 制作
- 哈辉： 北京2008奥运会获奖歌曲【2008礼】作曲 编曲 制作
- 哈辉： 【孔子曰】作曲 编曲 制作
- 老狼： 【睡在我上铺的兄弟】编曲 制作
- 丁薇： 【那一片花】【随意】作曲
- 丁菲飛： 【水墨畫】【我的愛爾蘭朋友】编曲
- 丁菲飛： 【湧】作曲 编曲
- 王力宏： 【LOVE ME TENDER】编曲 制作
- 谷峰 王兰： 【走过千年】作曲 编曲 制作
- 谷峰 那英： 【日月东西】编曲 制作
- 王兰： 【长相守】作曲 编曲 制作
- 谷峰： 【好好活着】【What A Wonderful World】【为了你】编曲 制作
- 高明俊： 【爱上你】作曲 编曲 制作
- 王菲： 【空城】编曲 制作
- 阿朵： 【想念自己】编曲 制作
- 刘沁： 【新年】编曲 制作
- 黄品冠： 【爱情不能做比较】编曲 制作
- 尚雯婕： 【小快乐】【a la claire fontainemmm】编曲 制作
- 李宇春： 【我的88个朋友】【梨花香】作曲 编曲 制作
- 叶蓓： 【自由行】编曲 制作
- 哈辉： 【葬花吟】【女德】作曲 编曲 制作
- 蒲巴甲 刘庭羽：【爱到万年】作曲 编曲 制作
- 陆昱霖 刘庭羽：【不悔】作曲 编曲 制作
- 刘庭羽： 【含香】【女人天下】作曲 编曲 制作
- 孔小吟： 【爱难懂】【烟花堤下】【夙愿】作曲 编曲 制作
- 肖山： 【经世】作曲 编曲 制作
- 安旭： 【咏春传奇】作曲 编曲 制作
- 孔小吟： 【偷偷爱你不容易】作曲 编曲 制作
- 信乐团 赖水清：【天龙八部】作曲 编曲 制作
- 贾青： 【痴情冢】作曲 编曲 制作
- 哈辉： 古诗词专辑【关雎】作曲 编曲 制作
- 群星： 大型公益歌曲：【爱心互联】作曲 编曲 制作
- 哈辉： 北京2008奥运会获奖歌曲【2008礼】作曲 编曲 制作
- 哈辉： 【孔子曰】作曲 编曲 制作
- 老狼： 【睡在我上铺的兄弟】编曲 制作
- 丁薇： 【那一片花】【随意】作曲
- 王力宏： 【LOVE ME TENDER】编曲 制作
- 谷峰 王兰： 【走过千年】作曲 编曲 制作
- 谷峰 那英： 【日月东西】编曲 制作
- 王兰： 【长相守】作曲 编曲 制作
- 谷峰： 【好好活着】【What A Wonderful World】【为了你】编曲 制作
- 高明俊： 【爱上你】作曲 编曲 制作
- 王菲： 【空城】编曲 制作
- 阿朵： 【想念自己】编曲 制作
- 刘沁： 【新年】编曲 制作
- 黄品冠： 【爱情不能做比较】编曲 制作
- 尚雯婕： 【小快乐】【a la claire fontainemmm】编曲 制作
- 李宇春： 【我的88个朋友】【梨花香】作曲 编曲 制作
- 叶蓓： 【自由行】编曲 制作
- 哈辉： 【葬花吟】【女德】作曲 编曲 制作
- 蒲巴甲 刘庭羽：【爱到万年】作曲 编曲 制作
- 陆昱霖 刘庭羽：【不悔】作曲 编曲 制作
- 刘庭羽： 【含香】【女人天下】作曲 编曲 制作
- 孔小吟： 【爱难懂】【烟花堤下】【夙愿】作曲 编曲 制作
- 肖山： 【经世】作曲 编曲 制作
- 安旭： 【咏春传奇】作曲 编曲 制作
- 孔小吟： 【偷偷爱你不容易】作曲 编曲 制作
- 信乐团 赖水清：【天龙八部】作曲 编曲 制作
- 贾青： 【痴情冢】作曲 编曲 制作

## 遊戲音樂
- 2021年《花亦山心之月》

## 所获荣誉
2017年12月3日，获得中国现代传播集团第十届国家精神造就者荣誉称号。